# Скопенко Віктор Васильович
Ві́ктор Васи́льович Скопе́нко (12 грудня 1935, Новгородка — 5 липня 2010, Київ) — український науковець та педагог, багаторічний ректор Київського університету. Доктор хімічних наук (1970), професор (1972), академік НАН України, академік АПНУ (Відділення педагогіки та психології вищої школи, 1992), професор кафедри неорганічної хімії; член Президії НАН України (з 1998); член Ради з питань науки та науково-технічної політики при Президентові України (з 1996); член Комітету з Державних премій України в галузі науки і техніки (з 1997). Депутат Верховної Ради УРСР 11-го скликання. Член ЦК КПУ в 1986—1991 роках.

## Біографія
Народився 18 грудня 1935 року у м. Новгородка на Кіровоградщині в родині Василя Федоровича та Галини Митрофанівни Скопенків.
1958 року закінчив хімічний факультет Київського державного університету імені Тараса Шевченка,  (); аспірант там же; докторська дисертація «Селеноціанати металів та їх властивості». Член КПРС з 1962 року.
З 1962 — асистент, старший викладач, доцент, професор, з 1977 — завідувач кафедри неорганічної хімії. У 1975–1985 роках — проректор Київського національного університету імені Тараса Шевченка.
У 1985–2008 рр. — ректор Київського національного університету імені Тараса Шевченка.
У 1998–2003 — Голова ВАК України. Член Ради з питань мовної політики при Президентові України (1997–2001). Почесний доктор Московського університету, Ростовського університету (Росія), Ягеллонського університету (Польща), Братиславського університету (Словаччина), Цзілінського університету (КНР), Чернівецького університету. Академік Міжнародної академії Платона. Був членом комісії з питань реформування вищої освіти в Україні (з 1995).
Обраний народним депутатом України 4-го скликання з квітня 2002 від блоку «За єдину Україну!», № 5 в списку. На час виборів: ректор Київського національного університету імені Тараса Шевченка, безпартійний. Зняв кандидатуру.
Державний службовець 1-го рангу (1998).
Автор та співавтор 360 наукових робіт, зокрема 15 монографій і підручників, 30 винаходів, 50 авторських свідоцтв.
Володів німецькою мовою. Захоплення: голуби, риболовля.

## Корупційні скандали та історія усунення з посади
Наприкінці кар'єри запам'ятався участю в скандалах, котрі, окрім корупційного, мали у тому числі й політичний вимір, але вже як наслідок першого. Ревізія ГоловКРУ контрольно-фінансово-господарської діяльності КНУ за період з 1 січня 2004 року по 1 жовтня 2006-го і перевірка університету на предмет використання коштів держбюджету за 2007 рік та дев'ять місяців 2008-го справді встановили багато недоліків та порушень фінансово-бюджетної дисципліни.
Протягом останніх років з різних причин виникали конфлікти між студентами та адміністрацією КНУ. Наприклад, 2005 року Українська студентська спілка та Молодіжний націоналістичний конгрес проводять різноманітні громадські акції, стверджуючи, що під головуванням Віктора Скопенка в КНУ процвітають хабарництво та корупція. На їхню думку, пан Скопенко також зловживав службовим становищем під час виборчої кампанії. У 2006—2007 роках серія скандалів прокотилася студентським містечком КНУ. Мешканці студмістечка виступали проти грошових поборів зі сторони адміністрації та проти формулювань договору про проживання у гуртожитках.
11 квітня 2008 року Указом Президента України Віктора Ющенка скасовано наказ про призначення Скопенка ректором КНУ. Виступаючи наступного дня перед членами Вченої ради, Президент Віктор Ющенко зауважив: «…Певні політичні інтриги, на жаль, втягли в політику і Київський національний університет імені Тараса Шевченка. Думаю, сьогоднішнім рішенням ми просто ставимо крапку на цих забавах і повертаємо університет у законний процес…» 5 травня Президент змінив формулювання — ректора звільнено з посади у зв'язку з виходом на пенсію.
Скопенко виставив свою кандидатуру на вибори нового керівника КНУ. Але в результаті виборів із 204 делегатів за Віктора Скопенка проголосувало лише 15 осіб.

## Смерть

Могила Віктора Скопенка

Помер від невиліковного онкологічного захворювання 5 липня 2010 року. Похований в Києві на Байковому кладовищі (ділянка № 52а).

## Нагороди
Заслужений діяч науки і техніки України (1991). Ордени Трудового Червоного Прапора, Дружби народів. Почесна грамота Президії ВР УРСР. Почесна відзнака Президента України (Орден «За заслуги» III ст.) (1995), Орден «За заслуги» II ст. (1998), I ст. (2000), орден князя Ярослава Мудрого V ст. (2004). Герой України (з врученням ордена Держави, 14 вересня 1999), Орден святого рівноапостольного князя Володимира (1998), Золота медаль імені В. І. Вернадського НАН України. Лауреат Державних премій України в галузі науки і техніки (1990, 1995), премії імені Л. В. Писаржевського НАН України (1989). Почесний громадянин міста Києва.

## Родина
- Батько — Василь Федорович (1912–1945);
- мати — Галина Митрофанівна (1914–1991);
- дружина — Валентина Микитівна (нар. 1937) — хімік, пенсіонер;
- діти — В'ячеслав (нар. 1966) — фахівець з міжнародного права, Олена (нар. 1960) — біохімік, доцент.